# Ghost Town (Kanye West)
Ghost Town è un brano musicale del rapper statunitense Kanye West, pubblicato il 3 giugno 2018 come sesta e penultima traccia del suo ottavo album in studio Ye.
Il brano vede la partecipazione del cantautore canadese PartyNextDoor e contiene vocali non accreditati dei rapper statunitensi Kid Cudi e 070 Shake.

## Antefatti
Durante novembre 2016, PartyNextDoor ha citato Kanye West come uno degli artisti da cui era stato maggiormente influenzato in un'intervista con il NOW Magazine, affermando di "sperare di arrivare al suo livello di produzione e di scrittura". A luglio dell'anno successivo, meno di un mese dopo la pubblicazione del suo EP Colours 2, PartyNextDoor ha rivelato attraverso un tweet che stava lavorando a della musica con Kanye West, ottenendo una risposta dall'account Twitter di Apple Music poco dopo, ma senza anticipare altro sulla natura della collaborazione, che sarebbe stata la prima fra i due artisti. Il 22 luglio successivo PartyNextDoor ha condiviso, sempre via Twitter, una foto ritraente lui e West. Le collaborazioni si sono poi rivelate essere due: Ghost Town e Wouldn't Leave, entrambe contenute nell'album di West Ye, nel quale le collaborazioni di PartyNextDoor inizialmente non erano state accreditate sulle piattaforme di streaming, finché non sono state aggiornate due settimane dopo la pubblicazione e PartyNextDoor è divenuto l'unico collaboratore accreditato del progetto.
Un'altra collaboratrice al brano è stata 070 Shake, rapper e cantante statunitense legata alla GOOD Music, etichetta discografica fondata da West, dal 2016, quando era ancora un'artista semisconosciuta che caricava musica su SoundCloud. 070 Shake è apparsa, senza essere accreditata, in due brani di Ye: Ghost Town e Violent Crimes, venendo lodata dalla critica specializzata per entrambe le apparizioni.
Un video promozionale per Ghost Town e I Thought About Killing You è stato reso disponibile sul sito web ufficiale di West prima della pubblicazione dell'album, venendo ripubblicato in maniera definitiva il 22 ottobre 2019. Il video è composto interamente immagini estratte dal listening party di Ye che si è svolto nella notte precedente alla pubblicazione del progetto a Jackson Hole, Wyoming, lo stesso luogo dove West ha registrato l'intero disco. Le sessioni di registrazione a Jackson Hole sono iniziate nei primi mesi del 2017, pochi mesi dopo il termine della permanenza di West in ospedale psichiatrico. Come parte del processo di scrittura dell'album, West ha dato delle note ai vari co-scrittori per aiutarli ad aggiungere struttura ai suoi pensieri. Durante un'intervista con il The New York Times il 25 giugno 2018, West ha rivelato che era stato il rapper e poeta Malik Yusef a scrivere la rima "Sometimes I take all the shine / Talk like I drank all the wine", contenuta nella strofa di West nel brano.
Originariamente Ghost Town doveva contenere un campionamento di un brano di Tame Impala: infatti Kevin Parker aveva mandato a West vari campionamenti che il rapper avrebbe potuto utilizzare per il brano, senza tuttavia ricevere una risposta da West. Più tardi, Parker è venuto a sapere che uno dei campionamenti era stato utilizzato per il brano dell'album Violent Crimes, nel quale era stato accreditato come co-compositore.

## Descrizione
Il brano è stato scritto da Kanye West, PartyNextDoor, Carole Bayer Sager, 070 Shake, CyHi the Prince, Consequence, Francis and the Lights, Helen Culver, Pardison Fontaine, Kenneth Pershon, Malik Jones, Mike Dean, Noah Goldstein, Shirley Ann Lee, Bump J e Trade Martin e prodotto da Kanye West stesso insieme a Mike Dean, Francis and the Lights e Benny Blanco.

### Composizione
Ghost Town è un brano hip hop con forti influenze rock, sonorità pop-punk e soul che include parti di chitarra elettrica in stile psych-rock suonate da Mike Dean. Il brano si apre con un intro composto da un campionamento di Someday di Shirley Ann Lee e il resto della traccia è costruito attorno a campionamenti di basso, batteria e tastiera di Take Me for a Little While di Trade Martin nella versione dei Royal Jesters, mentre nella breve parte cantata da Kid Cudi è presente un'interpolazione della versione di Dave Edmunds del brano. Inoltre, nella sua strofa West riutilizza la melodia che aveva usato per il suo singolo del 2010 Runaway. Nell'outro del brano sono presenti suoni di laser. La presenza della chitarra elettrica e le forti influenze rock hanno portato il brano ad essere paragonato ad alcune tracce del secondo album in studio di Kid Cudi Man on the Moon II: The Legend of Mr. Rager, pubblicato nel 2010. Il tono di West è "frastornato" e spesso il rapper si ritrova a "borbottare".

### Testi e tematiche
Nel brano West si esprime sulla sua salute mentale e sul processo di districamento che il rapper stava affrontando, contemporaneamente alle varie speculazioni sulla sua situazione, affrontando così i temi principali di Ye. PartyNextDoor parla di come il suo sentirsi bene sia arrivato a tal punto da essere pericoloso per lui. Nella sua strofa invece West si perde in pensieri che lascia spesso a metà e si riferisce alla sua assunzione di fentanyl come antidolorifico. Il ritornello è affidato a Kid Cudi, che canta utilizzando un'interpolazione della versione di Dave Edmunds del 1979 di Take Me for a Little While. 070 Shake canta l'outro in belting, chiudendo ripetendo: 
(070 Shake, Ghost Town)

## Accoglienza
Il brano ha ricevuto recensioni tendenzialmente positive da parte della critica specializzata, venendo spesso definita come uno dei "punti salienti" di Ye.
Meaghan Garvey l'ha definita "il momento migliore dell'album", lodando il ritornello di Kid Cudi e l'outro di 070 Shake, definendo quest'ultimo "sorprendentemente magnetico", e ritenendo entrambi superiori alla strofa di West. Carrie Battan del The New Yorker ha premiato il brano come il migliore del disco, definendola "il migliore degli esempi del fascino che l'hip hop prova attualmente per il rock" e notandovi "elementi di soul e pop punk a tratti", lodando l'outro di 070 Shake, affermando che la rapper avesse mostrato "voce androgina e adolescenziale che utilizza per creare un ponte tra il gioioso e il macabro". Christopher Hooton di The Independent ha definito Ghost Town come "l'unica traccia minimamente buona a parte I Thought About Killing You e Yikes", elogiando la performance di 070 Shake, affermando che avesse cantato "con una voce strabiliante, antologica e sincera su un riff di chitarra croccante". Rob Sheffield di Rolling Stone ha complimentato il brano in quanto, secondo lui, fosse l'unica traccia di Ye a "stare in piedi da sola" e ha anche elogiato la voce di 070 Shake, anche se ha concluso scrivendo che la canzone ha "cuore genuino - abbastanza da farti desiderare che Kanye possa trovare una via d'uscita dalla sua attuale trappola creativa". Douglas Greenwood di NME ha affermato che il brano fosse probabilmente la traccia più forte del progetto, aggiungendo che "deve il suo outro rocky euforico a 070 Shake", definendo questo in particolare come "un momento di chiarezza reale in un disco che è immediatamente impattante". Alexis Suskind di Entertainment Weekly ha evidenziato la traccia come "uno dei pochi punti luminosi" di Ye, notando che il brano "somiglia a Runaway, l'opus di My Beautiful Dark Twisted Fantasy", lodando anche i testi. Adam Rothbarth di Tiny Mix Tapes ha lodato il ritornello di Kid Cudi, che ha definito "volontariamente nodoso", la performance vocale "elegante" di West e la produzione, affermando che quest'ultima "imposta la base perfetta per l'outro ciclico di 070 Shake", che ha definito come uno dei migliori punti di Ye. Scrivendo per il The A.V. Club, Clayton Purdom ha affermato che Ghost Town "tiene in piedi l'intero album" e ha etichettato il brano come "un collage sonoro straordinariamente denso che sembra un cielo notturno spalancato del Wyoming che si anima di sogni laser." Ed Power di The Irish Times ha definito la traccia "magnifica e semplice". Trent Clark di HipHopDX ha evidenziato il "cameo appassionante" di 070 Shake, che ha definito "una stella nel divenire". Scrivendo per il Chicago Tribune, Greg Kot ha affermato che il brano mostri "West che dimostra la sua vulnerabilità attraverso il suo cantare tremante" e ha concluso affermando che 070 Shake "si porta via la canzone".
Una recensione meno positiva è arrivata da Zachary Hoskins di Slant Magazine, che ha criticato pesantemente la strofa di West ma ha lodato l'utilizzo della chitarra e il ritornello di Kid Cudi. Ross Horton di The Line of Best Fit ha giudicato ancora più negativamente la traccia, stroncando il canto nel brano e definendola "il genere di cosa che una volta potresti, oggettivamente, capire per essere scherzo", criticando soprattutto la rumorosità dei vocali.

### Riconoscimenti di fine anno
- 62° — Billboard[37]
- 5° — Consequence[38]
- 7° — The Daily Beast[39]
- 5° — Joe[40]
- 36° — NME[41]
- 56° — NPR[42]
- 98° — Triple J[43]
- 42° — The Village Voice[44]

## Esibizioni dal vivo
070 Shake si è esibita nella sua parte del brano il 22 giugno 2018 durante il suo set al Ladyland Fest a Brooklyn.
Il 16 agosto 2018 Kanye West e Kid Cudi hanno cantato una resa del brano durante un concerto a sorpresa nel nightclub di Los Angeles Los Candiles come parte di una festa privata per Wilo Perron, stilista che ha collaborato con West per la sua Yeezy Season 4.
Kanye West, Kid Cudi e 070 Shake sono apparsi nella season premiere della quarantaquattresima stagione del Saturday Night Live durante settembre 2018 e si sono esibiti nel brano accompagnati da una band della quale facevano parte Mike Dean alla chitarra elettrica e Ty Dolla Sign al basso elettrico. Tuttavia, il brano è stato interrotto appena prima che 070 Shake cantasse la sua parte e West ha fatto un discorso inaspettato per esprimere il suo supporto all'allora presidente degli Stati Uniti Donald Trump.
Kanye West e Kid Cudi hanno cantato il brano al Camp Flog Gnaw Carnival, il festival annualmente organizzato da Tyler, the Creator, dove si erano esibiti come Kids See Ghosts.

## Sequel
L'8 giugno 2018 il sequel del brano, intitolato Freeee (Ghost Town, Pt. 2), è stato pubblicato come quarta traccia dell'album di West e Kid Cudi Kids See Ghosts, pubblicato dai due proprio sotto lo pseudonimo Kids See Ghosts e contenente la collaborazione del cantautore e rapper statunitense Ty Dolla Sign. Il brano contiene interpolazioni da Ghost Town e ha raggiunto la sessantaduesima posizione della Billboard Hot 100.

## Classifiche
| Classifiche (2018) | Posizione massima |
| ------------------ | ----------------- |
| Australia          | 22                |
| Austria            | 67                |
| Canada             | 21                |
| Estonia            | 32                |
| Francia            | 146               |
| Grecia             | 24                |
| Irlanda            | 24                |
| Nuova Zelanda      | 14                |
| Paesi Bassi        | 81                |
| Portogallo         | 29                |
| Regno Unito        | 17                |
| Repubblica Ceca    | 42                |
| Slovacchia         | 23                |
| Stati Uniti        | 16                |
| Svezia             | 100               |
| Svizzera           | 73                |
| Ungheria           | 29                |